# Trachyaretaon manobo
Trachyaretaon manobo är en insektsart som beskrevs av Ireneo L. Lit och Orlando L. Eusebio 2005. Trachyaretaon manobo ingår i släktet Trachyaretaon och familjen Heteropterygidae. Inga underarter finns listade i Catalogue of Life.